# Тельманський
Те́льманський (рос. Тельманский) — селище у складі Благовіщенського району Алтайського краю, Росія. Входить до складу Яготінської сільської ради.

## Населення
Населення — 348 осіб (2010; 359 у 2002).
Національний склад (станом на 2002 рік):
- росіяни — 63 %